# Intharavongsa
Intharavongsa, Inthara Vongsa hay Intha Prom, còn viết là Inta Pom (? - 1776) vương hiệu đầy đủ là Samdach Brhat Chao Indra Varman Raja Sri Sadhana Kanayudha, là một vua của Lan Xang Hom Khao (Vương quốc Luang Phrabang), trị vì năm 1749, tại vị 8 tháng.
Inthara Vongsa là con trai của Vua Inthasom (trị vì 1723-1749). Năm 1749 ông là tổng tư lệnh quân đội, đã đẩy lùi cuộc xâm lược của quân đội Đại Việt. Sau chiến dịch thành công của ông, các quý tộc và người dân đã tôn vinh ông lên ngôi vua, khi vua cha và anh trai đều đã qua đời.
Inthara Vongsa từ bỏ ngai vàng sau 8 tháng trị vì, nhường ngôi cho anh trai là Vua Sotika Koumane (trị vì 1749-1768).
Inthara Vongsa mất năm 1776.